# Rory McIlroy
Rory Daniel McIlroy (Holywood, 4 maggio 1989) è un golfista nordirlandese.

## Biografia

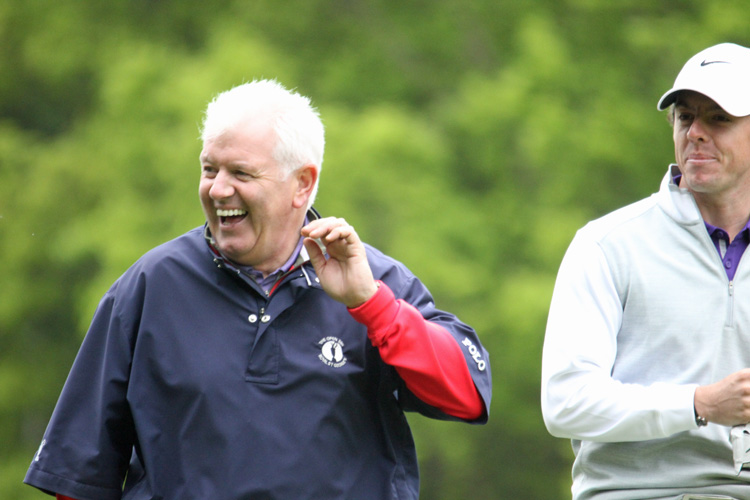
Rory e suo papà Gerry McIlroy nel maggio 2013

È nato a Holywood, in Irlanda del Nord, dove ha frequentato la Sullivan Upper School. Appartiene al Holywood Golf Club, nel quale ha cominciato i suoi primi allenamenti seguito da Michael Bannon, coach che ha mantenuto fino ad oggi.
McIlroy ha fatto parte della squadra vincitrice della Junior Ryder Cup nel 2004, mentre nel 2005 è diventato il più giovane vincitore di entrambi i tornei irlandesi, il West of Ireland Championship e l'Irish Close Championship.
Sempre nel 2005, al North of Ireland Championship, disputato al The Royal Portrush, batte il record del campo con un 61 all'età di 16 anni, record ancora imbattuto nel 2019 all'occasione del The Open Championship, disputato proprio al The Royal Portrush.
Nell'agosto 2006 ha vinto la tappa disputata al Golf Club Le Betulle di Biella, in Piemonte, dell'European Amateur Championship con il punteggio di 274 colpi (65-69-72-68), 3 in meno dell'inglese Lewton Stephen.
Nell'ottobre 2006 ha rappresentato l'Irlanda nell'Eisenhower Trophy e nell'Amateur World Team Championship.
Il 6 febbraio 2007 divenne il secondo uomo a guidare la classifica del World Amateur Golf Rankings, nonostante abbia poi perso la leadership dopo solo una settimana.
McIlroy ha realizzato un giro d'apertura con 68 colpi, 3 sotto il par, all'Open Championship di Carnoustie nel 2007, che lo ha portato al provvisorio terzo posto, a tre colpi dal leader. Nello stesso giro d'apertura è stato anche l'unico giocatore in campo a chiudere senza nemmeno un bogey. Nel secondo giro ha tirato 5 sopra il par portandolo a +2 nel complesso, guadagnando comunque l'accesso al terzo giro superando il taglio. Nel terzo giro ha chiuso con 2 colpi sopra il par, mentre nel quarto con 1 colpo in più del par, chiudendo al 42º posto, il migliore degli amatori.
McIlroy ha fatto parte della squadra della Gran Bretagna&Irlanda alla 2007 Walker Cup.
La sua prima apparizione all'European Tour risale al British Master del 2005, pochi giorni dopo aver compiuto i sedici anni. Ha superato il taglio per la prima volta in un European Tour all'età di diciassette anni, al Dubai Desert Classic del 2007, dove ha anche dovuto rinunciare al premio di €7.600 a causa del suo status di amatore.

### Vita privata
È stato fidanzato dal 2011 con la tennista danese Caroline Wozniacki, già numero uno della classifica WTA, formando una delle giovani coppie più famose dello sport internazionale. Il 21 maggio 2014 però i due hanno interrotto il loro rapporto poco prima del matrimonio. Il 22 aprile 2017 si è sposato con Erica Stoll, ventinovenne della Florida che lavora per la PGA, conosciuta alla Ryder Cup del 2012, e con la quale si era fidanzato il 31 maggio 2015.

## Tecnica e maestri
Rory usa un grip interlock per tutti i suoi colpi. Ha lavorato sin da giovane con vari golfisti professionisti tra cui Darren Clarke, Nick Faldo, e Graeme McDowell. Quest'ultimo fa spesso prove campo con Rory sul tour.
Rory ha avuto come maestro per il putt Dave Stockton, un ex giocatore del PGA Tour che lavora come maestro di putt. Inizialmente aveva come maestro l'inglese Andrew "Chubby" Chandler, un giocatore del European Tour che fondò l'International Sports Management (ISM).
McIlroy lascia la ISM nel 2011, iscrivendosi alla Dublin-based Horizon Sports Management. Michael Bannon lavora con Rory dall'ottobre 2012.

## Carriera

### 2007
Rory McIlroy è diventato professionista il 19 settembre 2007, il giorno prima del Quinn Direct British Masters, firmando un contratto con l'International Sports Management, una compagnia che gestisce anche Ernie Els, Darren Clarke, Lee Westwood e David Howell.
Al British Master, McIlroy ha chiuso in 290 colpi (+2 sopra il par), finendo 42º.
È arrivato terzo all'Alfred Dunhill Links Championship a ottobre, chiudendo con soli 3 colpi dietro il vincitore Nick Dougherty. Cosa che gli ha consentito di diventare il più giovane giocatore ad aver ottenuto una card per l'European Tour. Card che si è assicurato la settimana successiva finendo quarto a pari merito all'Open de Madrid Valle Romano.
Durante la stagione 2007 dell'European Tour, McIlroy ha guadagnato €277.255, chiudendo al 95º posto nella lista dell'Ordine di Merito.

### 2008
Prima dell'inizio della sua stagione, Tiger Woods lo ha invitato a giocare nel Target World Challenge. Rory ha declinato l'invito, nonostante si è detto "entusiasta che lo avessero invitato considerato che era solo all'inizio della sua carriera" e ha anche ribadito che "quel torneo era in contrasto con l'European Open e che sarebbe stato stupido non giocarlo."
McIlroy ha iniziato la sua stagione 2008 dell'European Tour all'UBS Hong Kong Open, non riuscendo però a superare il taglio, mancandolo per quattro colpi.
McIlroy è entrato nei primi 200 giocatori dell'Official World Golf Rankings per la prima volta il 27 gennaio 2008.
Il 7 settembre 2008 McIlroy, nel giro finale dell'Omega European Masters in Crans-Sur-Sierre, in Svizzera, è stato avanti a tutti di quattro colpi, ma ha chiuso con uno spareggio per il primo posto con il francese Jean-François Lucquin dopo aver fallito un putt per il par alla 18ª buca. Nel primo spareggio entrambi hanno giocato un par alla 18ª, mentre nel secondo McIlroy ha mancato il par, lasciando due opportunità al francese per chiudere i conti. Lucquin ha infatti imbucato un birdie, ottenendo la vittoria.
McIlroy ha chiuso la stagione 2008 stabilmente entro i top 100 del mondo, classificandosi anche 36º nell'Ordine di Merito dell'European Tour.

### 2009
Dopo aver chiuso al secondo posto nell'UBS Hong Kong Open a novembre 2008, McIlroy sale fino al 50º posto del ranking mondiale.
Chiude al 39º posto l'anno, finendo terzo al South African Open. Questo gli ha consentito di guadagnare un invito per l'U.S. Masters che si svolgerà in aprile 2009, solamente 18 mesi dopo essere diventato professionista.
Il 1º febbraio 2009 ottiene la sua prima vittoria da professionista, vincendo il Dubai Desert Classic. Questo successo lo fa salire fino al 16º posto del ranking mondiale.
A fine anno salirà, a soli 20 anni, al 9º posto.

### 2010

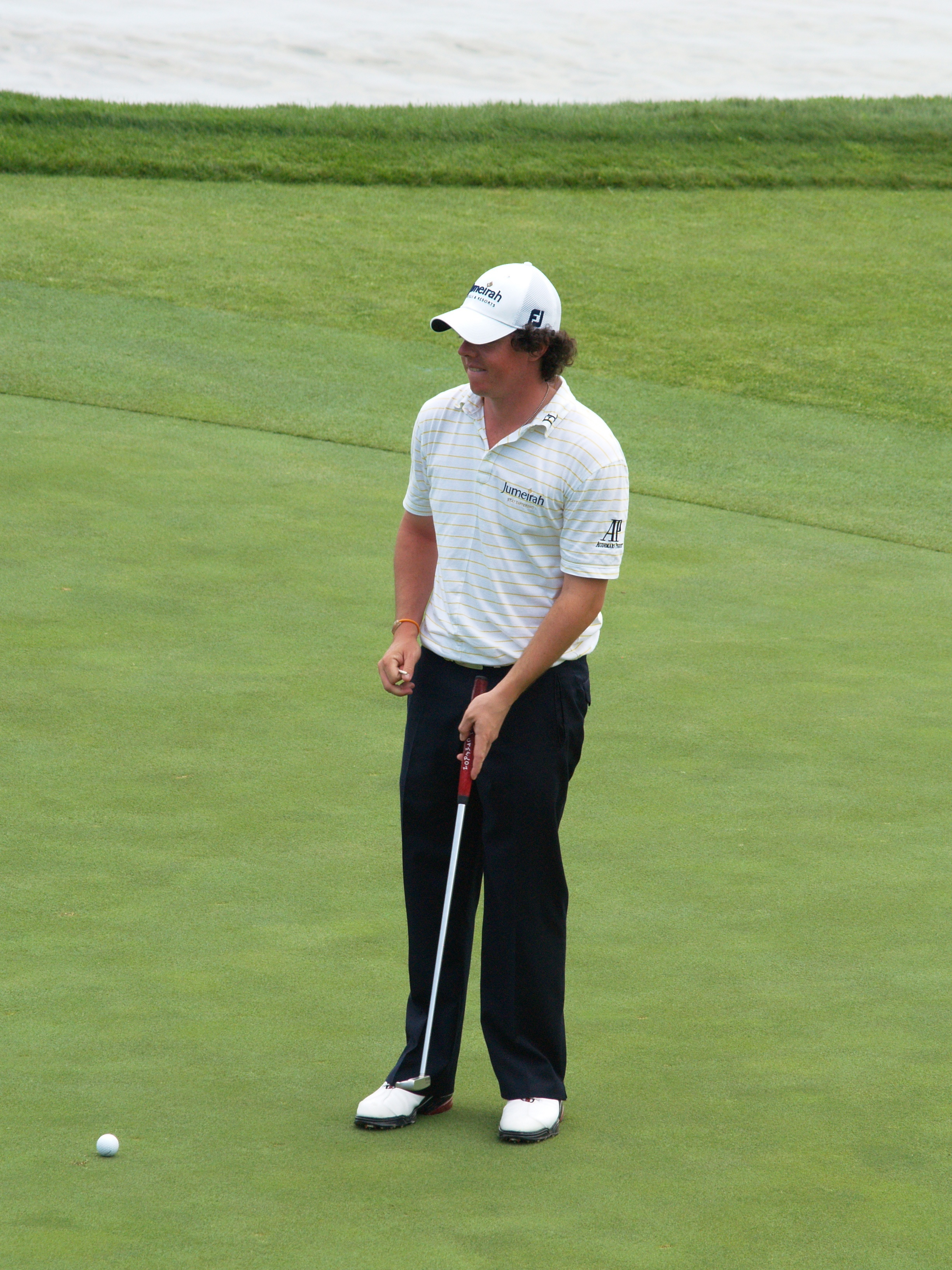
McIlroy durante un giro di pratica al PGA Championship del 2010

Nel 2010 conclude al terzo posto l'Abu Dhabi Golf Championship. A maggio vince il suo primo torneo PGA: il Quail Hollow Championship. A luglio chiude al terzo posto il PGA Championship. In ottobre prende parte alla Ryder Cup, dove aiuterà il team europeo a raggiungere la vittoria, conquistando 2 punti (su 4).
Dopo la Ryder Cup partecipa all'HSBC Champions a Shanghai, ottenendo una quinta posizione, stabilendosi per altro al 13º posto della Race to Dubai, con solo 14 tornei giocati.

### 2011
Nell'aprile 2011 Rory si presenta all'ultimo giro dell'Augusta Masters con quattro colpi di vantaggio sui suoi inseguitori e dopo essere stato in testa dal primo al terzo giro, ma nelle seconde nove, con un triplo bogey alla 10 seguito da un doppio bogey alla 11, butta via il torneo, vinto poi dal sudafricano Charl Schwartzel.
Si riscatta però nel giugno successivo, quando conquista lo U.S. Open con 8 colpi di vantaggio su Jason Day, battendo una serie impressionante di record, tra cui lo score e il risultato più basso di sempre (268 e -16). È stato inoltre il più giovane vincitore dopo la vittoria di Bobby Jones nel 1923. Con questa vittoria raggiunge la posizione numero 4 nel World Ranking

### 2012

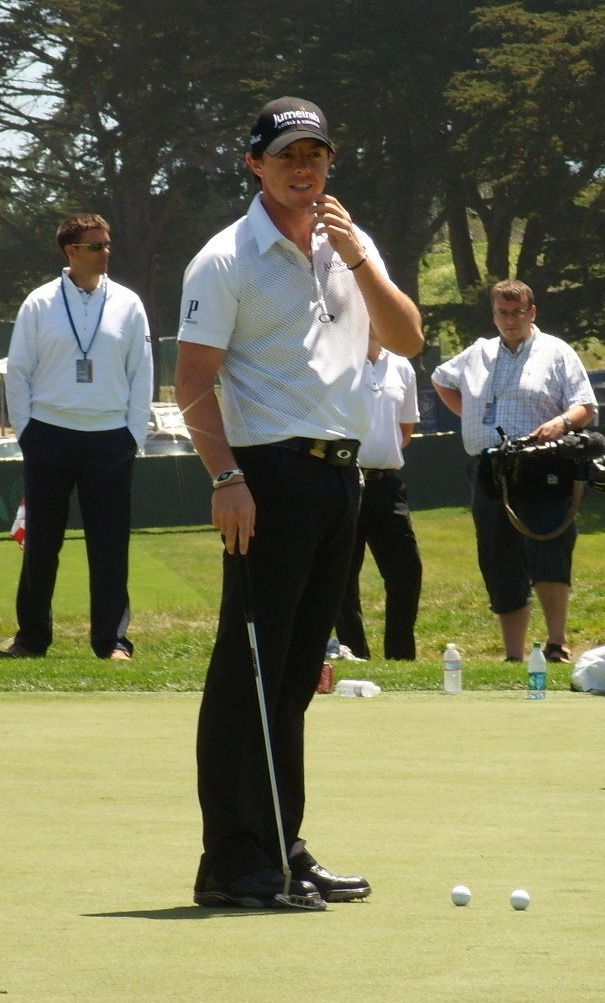
McIlroy si riscalda agli US Open 2012 a San Francisco.

Il 4 marzo, vincendo a Palm Beach il torneo The Honda Classic davanti a Tiger Woods, diventa nº 1 del mondo superando Luke Donald.
Ci sarà un susseguirsi di sorpassi in cima alla classifica mondiale tra McIlroy e Donald fino al Pga Championship, dove McIlroy, dopo un primo giro deludente, vince con un grande ultimo giro vincendo con 8 colpi di vantaggio sul secondo  battendo il record di Jack Nicklaus (7 colpi). All'inizio di settembre vince due tappe consecutive della FedEx Cup: il Deutsche Bank Championship e il BMW Championship. A novembre, dopo il terzo posto nel Barclays Singapore Open, vince la Race to Dubai dello European Tour con due settimane d'anticipo, dominando così sia la "Money List" americana che quella europea nello stesso anno. Questa impresa era precedentemente riuscita ufficialmente solo a Luke Donald nel 2011.

### 2013
Il 2013 non è un anno proficuo per il golfista irlandese, anche a causa del cambio di attrezzatura e sponsorship. Il suo miglior piazzamento nei major è un 25º posto al Masters di Augusta. Verso fine stagione ritrova la sua forma e riesce a vincere l'Australian Open di dicembre.

### 2014
Il 2014 consacra McIlroy nell'albo dei grandi golfisti. Inizia con la vittoria del prestigioso BMW PGA Championship a Wentworth, dove con uno straordinario ultimo giro percorso in 66 colpi riesce a recuperare ben 8 colpi dal secondo classificato, Thomas Bjørn.
Il culmine avviene però con il successo a due tornei major: il British Open, dove domina per l'intero week-end vincendo di due colpi rispetto a Rickie Fowler e Sergio García, e meno di un mese dopo il suo secondo PGA Championship della carriera, divenendo così il primo giocatore in sei anni ad aver vinto due major consecutivi. Bisogna ricordare anche la vittoria al WGC-Bridgestone Invitational, che oltre a regalargli il primo trionfo ad un World Golf Championship, lo porta in vetta alla classifica mondiale.
Conclude la stagione vincendo la Race to Dubai con 7 149 503 punti distanziando il secondo classificato Henrik Stenson, vincitore nel 2013, di ben 2 168 410 punti.

### 2015
Nel 2015 McIlroy comincia con un secondo posto all'Abu Dhabi HSBC Golf Championship, per poi vincere il suo primo titolo in stagione al Dubai Desert Classic, non riesce tuttavia a completare il grande slam finendo quarto al Masters. Il suo 2015 procede comunque bene, infatti McIlroy rafforza il suo primo posto nel World Ranking in primavera, vincendo il Wgc - Cadillac Match Play e (per la seconda volta dopo il 2010) il Quail Hollow Championship con un giro record il sabato (61), migliorando il precedente giro record (nel 2010, di 62). Finisce nono allo U.S. Open ed è costretto poi a saltare The Open Championship per un infortunio alla caviglia. Torna in campo per l'ultimo major stagionale (finendo 33º) e chiude la sua stagione nel Pga, finendo nono nella Fed Ex Cup, scivolando in terza posizione nel Golf World Ranking.
Prende parte alle final series della Race to Dubai, trionfando nell'ultima tappa, il Dp World Championship Dubai, vincendo così la sua terza Race to Dubai.

### 2016
Nel 2016 McIlroy ottiene un terzo posto al World Golf Championships-Cadillac Championship. A maggio ottiene la sua prima vittoria dell'anno all'Irish Open - Hosted by The Rory Foundation, vincendo di tre colpi rispetto a Russell Knox e Bradley Dredge, e dona alla sua fondazione la sua vincita di €660.000.
A inizio settembre vince per la seconda volta il Deutsche Bank Championship portandolo in quarta posizione della classifica della FedEx Cup.
Tre settimane dopo, vince il Tour Championship, battendo al playoff Kevin Chappell e Ryan Moore e portandosi a casa per la prima volta nella sua carriera la FedEx Cup.

### 2017
Inizia la stagione con un quarto posto al WGC - HSBC Champions, poi arriva secondo al BMW SA Open perdendo alla quarta buca ai playoff contro Graeme Storm. Dopo un mese di riposo a causa di una micro frattura a una costola, ottiene un settimo posto al WGC - Mexico Championship, e un altro quarto posto all'Arnold Palmer Invitational. Cerca di completare il Career Grand Slam tentando di vincere il Masters Tournament ma il titolo gli viene sottratto da Sergio Garcia, che vince il suo primo major dopo 19 anni di tentativi, mentre Rory ottiene un settimo posto con -3. Dopo aver provato i bastoni Callaway, il 9 marzo firma un contratto a lungo termine con la TaylorMade Golf cambiando l'intera sacca. Non passa il taglio al U.S. Open ma arriva quarto con -5 all'Open Championship, e 22º al PGA Championship. Per Rory l'anno finisce a metà ottobre senza alcuna vittoria.

### 2018
Qualche giorno prima del suo primo torneo del 2018 ha dichiarato di aver un problema cardiaco, ma rassicura tutti su instagram e twitter dicendo che dovrà solo fare un controllo ogni anno. Mette in sacca il suo nuovo driver M3 della TaylorMade. Inizia bene l'anno per Rory, dopo tre mesi e mezzo di pausa, un bel terzo posto all'Abu Dhabi HSBC Championship presented by EGA con -19 giocando i primi due giri senza bogey, e un secondo posto all'Omega Dubai Desert Classic a un colpo dal vincitore Haotong Li.
Nel PGA Tour invece, dopo due tagli mancati e varie frustrazioni, McIlroy, dopo 539 giorni dalla sua ultima vittoria, vince l'Arnold Palmer Invitational presented by MasterCard con un 64 bogey-free l'ultimo giro. Pur piazzandosi secondo per l'ultimo giro del Masters dopo un -7 bogey-free, Rory, neanche quest'anno, riesce a portarsi a casa la giacca verde completando il career grand-slam, ma arriva quinto con -9.
Riesce a qualificarsi per la squadra europea alla Ryder Cup svoltasi a Le Golf National a Parigi, dove l’Europa sconfigge gli Stati Uniti 17 1/2 a 10 1/2.
Al Nedbank Golf Challenge hosted by Gary Player cerca di ottenere un buon risultato e raggiungere Francesco Molinari, al momento in testa alla Race To Dubai, ma ottiene un 21º posto rimanendo comunque al sesto posto in lizza per ottenere il bonus della Race To Dubai riservato per i primi 10 in classifica di quest’ultima. Termina l'anno al DP World Tour Championship a Dubai, dove con un -8 ottiene un 20º posto.

### 2019
In varie interviste rivela che dopo 10 anni che ha iniziato la stagione nello European Tour con le prime due gare negli Emirati Arabi Uniti, quest'anno inizierà sul PGA Tour, essendosi stancato di fare la sua prima gara su questo tour quando molti altri giocatori ne hanno già disputate più di 10. Infatti, il suo primo torneo del 2019 è il Sentry Tournament of Champions al Plantation Course di Kapalua, Hawaii. McIlroy qui fa la sua prima apparizione, ottenendo l'invito grazie alla sua vittoria all'Arnold Palmer Invitational nel 2018. 
Finisce quarto a pari merito con -15 (69, 68, 68, 72). Tre settimane dopo vola a San Diego, California, per partecipare al Farmers Insurance Open, anche qui prima apparizione per lui. Dopo un primo giro nel North Course abbastanza neutro, 71, fa tre buoni giri sul South Course, finendo quinto a pari merito con -14 (71, 65, 69, 69). Ottiene poi un altro top 5 al Genesis Open arrivando quarto pari merito con -11 (72, 63, 69, 69). La settimana dopo, al WGC - Mexico Championship, dopo un primo giro in 63 colpi è in vetta alla classifica, ma non riesce a portare a casa il trofeo, chiudendo il torneo secondo in classifica con -16 (63, 70, 68, 67). Partecipa due settimane dopo all'Arnold Palmer Invitational come difensore del titolo. Dopo tre giri è a -8, a un colpo dal leader, ma un ultimo giro in 72 non gli fa difendere il titolo, vinto da Francesco Molinari. Finisce il torneo sesto pari merito con -8 (72, 70, 66, 72). La settimana seguente, il 17 marzo, arriva la sua prima vittoria dell'anno al The Players Championship. Grazie a due primi giri in 67 e 65 che lo mettono in vetta alla classifica, riesce a mantenere il comando e vincere. Finisce quindi primo con -16 (67, 65, 70, 70). Due settimane dopo partecipa al WGC - Dell Technologies Match Play, dove passa il girone con 3 vittorie su 3, ma ai sedicesimi si scontra con Tiger Woods, perdendo 2&1. Finisce quindi il torneo in T9. Due settimane dopo Rory tenta per l'ennesima volta di completare il grande slam al Masters. Torneo molto "neutro" per McIlroy con un solo giro sotto i 70. Il torneo viene vinto da Tiger Woods conquistando il suo 15º major, e la sua quinta giacca verde. Mentre Rory finisce T21 con -4 (73, 71, 71, 68). Torna tre settimane dopo al Wells Fargo Championship. Dopo un primo giro in 66 che lo mette in vetta alla classifica, riesce a difendersi per due giorni con 70 e 68, portandolo a soli due colpi dal leader, ma un ultimo giro in +2 lo fa finire T8 con -7 (66, 70, 68, 73). Al PGA Championship, dopo un primo giro in +2 con tre bogey e un birdie, segue un secondo giro molto su e giù con +5 sulle seconde nove, ma con un gran recupero nelle prime con -4. Finisce il torneo T8 con +1 (72, 71, 69, 69). Mancato il taglio al The Memorial Tournament, si riprende la settimana successiva alla sua prima apparizione al RBC Canadian Open, dove vince con un distacco di ben 7 colpi dal secondo, grazie a un ultimo giro in -9. Seconda vittoria dell'anno per Rory che finisce con -22 (67, 66, 64, 61). Altra top 10 per McIlroy allo U.S. Open. Tre giri sotto par, ma un ultimo giro in +1 lo fa finire T9 (68, 69, 70, 72). Dopo un T34 con -13 (67, 67, 68, 69) al Aberdeen Standard Investments Scottish Open, partecipa all'ultimo major dell'anno, il The Open Championship, ospitato al The Royal Portrush, Irlanda del Nord, campo dove Rory detiene il record del campo, 61, fatto a 16 anni. McIlroy ha dichiarato come fosse importante per lui disputare un major davanti al pubblico di casa. Parte purtroppo con un +4 alla buca 1 dopo aver perso la palla in fuori limite con il tee shot. Finisce il giro in +8 con triplo alla 18. Il secondo giro, dopo un -2 sulle prime nove, tre birdie di fila gli danno una speranza nel passare il taglio, ma un putt sbagliato alla 17, e un green mancato alla 18, gli fanno mancare il taglio di un colpo solo, +2 (79, 65). Si vedrà poi un McIlroy intervistato con un po' di lacrime agli occhi, affermando di essere molto dispiaciuto e deluso, e che questo gli farà male a lungo. Buona performance la settimana seguente al WGC - FedEx St. Jude Invitational dove un terzo giro in 62 lo porta in vetta, ma non riesce a portare a casa la vittoria. Finisce T4 con -11 (69, 67, 62, 71). Inizia i playoff della FedExCup al Northern Trust con un T6 (65, 68, 70, 69) passando tranquillamente al prossimo torneo dove finisce T19 (69, 67, 70, 71) che lo posiziona quinto in classifica della FedExCup. Con la nuova formula del campionato, McIlroy parte con -5. Gran torneo per Rory con 4 giri sotto i 70, che lo fanno finire primo in classifica (66, 67, 68, 66) e che gli fa vincere la FedExCup per la seconda volta nella sua carriera, rendendolo il secondo giocatore della storia ad averla vinta due volte (Tiger Woods è stato il primo). La settimana dopo partecipa al Omega European Masters sul tour europeo. Si classifica T2 con -14 (67, 63, 69, 67) perdendo a un playoff a 5. Un mese dopo rischia di mancare il taglio a Wentworth dopo un +4 il primo giro, ma un secondo giro in -3 gli fa passare il taglio al pelo. Un terzo giro in -7 e un quarto giro in -5 lo fanno finire T9 (76, 69, 65, 67). Ottiene un T26 la settimana dopo all'Alfred Dunhill Links Championship (70, 66, 70, 67), ma si ritorna in gioco un mese dopo al The ZOZO CHAMPIONSHIP in Giappone, dove dopo un neutro 72, mette a segno tre giri sotto i 70 ottenendo un T3 (70, 65, 63, 67). Si fa valere a un playoff con Xhander Schauffele la settimana dopo al WGC-HSBC Champions con tre 67 e un 68, portando a casa la sua quarta vittoria dell'anno. Chiude la stagione al DP World Tour Championship con un quarto posto -12 (64, 74, 65, 73).
Il 2019 ha fruttato 4 vittorie, 18 top 10 includendo 10 top 5. Ha scalato l'ordine di merito dalla ottava posizione alla seconda. È stato premiato come miglior giocatore dell'anno per la terza volta e ha vinto la FedEx Cup per la seconda volta. In varie interviste rilasciate dopo la sua stagione, dichiara che questo è stato il suo miglior anno in termini di consistenza del suo gioco e nei suoi risultati.
Nel 2021 dopo più di un anno senza vittorie torna a vincere per la terza volta in carriera il Wells Fargo Championship-

### 2020
Il 9 febbraio, McIlroy ha guadagnato il numero uno nella classifica mondiale da Brooks Koepka. Il 17 maggio 2020, McIlroy, insieme a Dustin Johnson, si è assicurato una vittoria in una partita di skin di beneficenza giocata secondo la regola del tiro più vicino allo spillo, quando il golf è tornato in televisione dopo nove settimane. Alla fine i due hanno vinto 1,53 milioni di sterline per i fondi di soccorso per il coronavirus. Il 20 luglio, Jon Rahm ha superato McIlroy diventando il numero uno nella classifica ufficiale del golf mondiale.

### 2022
A gennaio, McIlroy era in lizza per vincere lo Slync.io Dubai Desert Classic per la terza volta nella sua carriera, ma ha mandato il suo secondo colpo in acqua all'ultima buca e ha mancato per un colpo la qualificazione ai playoff per il titolo.
A giugno, McIlroy ha difeso il suo titolo all'RBC Canadian Open, realizzando un 62 nel round finale e vincendo con due colpi di vantaggio su Tony Finau.
Ad agosto, McIlroy ha vinto il suo terzo Tour Championship, con un colpo di vantaggio su Scottie Scheffler e Im Sung-jae, conquistando la sua terza vittoria in FedEx Cup. Questa vittoria ha superato i due successi di Tiger Woods e ha fruttato a McIlroy un bonus aggiuntivo di 18 milioni di dollari.
A ottobre, McIlroy ha difeso con successo la CJ Cup al Congaree Golf Club nella Carolina del Sud. Questa vittoria lo ha anche riportato al primo posto nella Classifica ufficiale del golf mondiale, superando Scottie Scheffler.

### 2025
Nel 2025 ha partecipato e vinto l' AT&T Pebble Beach Pro-Am, chiudendo con un punteggio di -21, battendo Shane Lowry di due colpi.
Successivamente ha conquistato anche il The Players Championship grazie ad un 68 realizzato nell'ultimo giro, pareggiando al primo posto con J. J. Spaun e accedendo a un playoff complessivo di tre buche. McIlroy vinse il playoff con un punteggio complessivo di +1, conquistando il suo secondo titolo in codesto torneo.
Il 13 aprile ha completato il Career Grand Slam conquistando l'Augusta Masters per la prima volta in carriera, unico Major mancante fino a questo periodo. Grazie a questa vittoria è divenuto il sesto golfista a completare il Career Grand Slam.

## Vittorie professionali (44)

### PGA Tour vittorie (29)
| Legenda                      |
| ---------------------------- |
| Tornei Major (5)             |
| Players Championships (2)    |
| World Golf Championships (3) |
| FedEx Cup playoff events (6) |
| Signature events (2)         |
| Altri PGA Tour (11)          |

| No. | Data              | Torneo                                          | Punteggio di vittoria | To par | Margine | Secondo/i                      |
| --- | ----------------- | ----------------------------------------------- | --------------------- | ------ | ------- | ------------------------------ |
| 1   | 2 maggio 2010     | Quail Hollow Championship                       | 72-73-66-62=273       | −15    | 4 colpi | Phil Mickelson                 |
| 2   | 19 giugno 2011    | U.S. Open                                       | 65-66-68-69=268       | −16    | 8 colpi | Jason Day                      |
| 3   | 4 marzo 2012      | The Honda Classic                               | 66-67-66-69=268       | −12    | 2 colpi | Tom Gillis, Tiger Woods        |
| 4   | 12 agosto 2012    | PGA Championship                                | 67-75-67-66=275       | −13    | 8 colpi | David Lynn                     |
| 5   | 3 settembre 2012  | Deutsche Bank Championship                      | 65-65-67-67=264       | −20    | 1 colpo | Louis Oosthuizen               |
| 6   | 9 settembre 2012  | BMW Championship                                | 64-68-69-67=268       | −20    | 2 colpi | Phil Mickelson, Lee Westwood   |
| 7   | 20 luglio 2014    | The Open Championship                           | 66-66-68-71=271       | −17    | 2 colpi | Rickie Fowler, Sergio García   |
| 8   | 3 agosto 2014     | WGC-Bridgestone Invitational                    | 69-64-66-66=265       | −15    | 2 colpi | Sergio García                  |
| 9   | 10 agosto 2014    | PGA Championship (2)                            | 66-67-67-68=268       | −16    | 1 colpo | Phil Mickelson                 |
| 10  | 3 maggio 2015     | WGC-Cadillac Match Play                         | 4 e 2                 | 4 e 2  | 4 e 2   | Gary Woodland                  |
| 11  | 17 maggio 2015    | Wells Fargo Championship (2)                    | 70-67-61-69=267       | −21    | 7 colpi | Patrick Rodgers, Webb Simpson  |
| 12  | 5 settembre 2016  | Deutsche Bank Championship (2)                  | 71-67-66-65=269       | −15    | 2 colpi | Paul Casey                     |
| 13  | 25 settembre 2016 | Tour Championship                               | 68-70-66-64=268       | −12    | Playoff | Kevin Chappell, Ryan Moore     |
| 14  | 18 marzo 2018     | Arnold Palmer Invitational                      | 69-70-67-64=270       | −18    | 3 colpi | Bryson DeChambeau              |
| 15  | 17 marzo 2019     | The Players Championship                        | 67-65-70-70=272       | −16    | 1 colpo | Jim Furyk                      |
| 16  | 9 giugno 2019     | RBC Canadian Open                               | 67-66-64-61=258       | −22    | 7 colpi | Shane Lowry, Webb Simpson      |
| 17  | 25 agosto 2019    | Tour Championship (2)                           | 66-67-68-66=267       | −181   | 4 colpi | Xander Schauffele              |
| 18  | 3 novembre 2019   | WGC-HSBC Champions                              | 67-67-67-68=269       | −19    | Playoff | Xander Schauffele              |
| 19  | 9 maggio 2021     | Wells Fargo Championship (3)                    | 72-66-68-68=274       | −10    | 1 colpo | Abraham Ancer                  |
| 20  | 17 Oct 2021       | CJ Cup                                          | 68-67-62-66=263       | −25    | 1 colpo | Collin Morikawa                |
| 21  | 12 giugno 2022    | RBC Canadian Open (2)                           | 66-68-65-62=261       | −19    | 2 colpo | Tony Finau                     |
| 22  | 28 agosto 2022    | Tour Championship (3)                           | 67-67-63-66=263       | −212   | 1 colpo | Im Sung-jae, Scottie Scheffler |
| 23  | 23 ottobre 2022   | CJ Cup (2)                                      | 66-67-67-67=267       | −17    | 1 colpo | Kurt Kitayama                  |
| 24  | 16 luglio 2023    | Genesis Scottish Open3                          | 64-66-67-68=265       | −15    | 1 colpo | Robert MacIntyre               |
| 25  | 28 aprile 2024    | Zurich Classic of New Orleans (con Shane Lowry) | 61-70-64-68=263       | −25    | Playoff | Chad Ramey e Martin Trainer    |
| 26  | 12 maggio 2024    | Wells Fargo Championship (4)                    | 67-68-67-65=267       | −17    | 5 colpi | Xander Schauffele              |
| 27  | 2 febbraio 2025   | AT&T Pebble Beach Pro-Am                        | 66-70-65-66=267       | −21    | 2 colpi | Shane Lowry                    |
| 28  | 17 marzo 2025     | The Players Championship (2)                    | 67-68-73-68=276       | −12    | Playoff | J. J. Spaun                    |
| 29  | 13 aprile 2025    | Masters Tournament                              | 72-66-66-73=277       | −11    | Playoff | Justin Rose                    |

1Torneo iniziato con -5 aggiustamenti playoff della FedEx Cup, punteggio -13 al par.
2Torneo iniziato con −4 aggiustamenti ai playoff della FedEx Cup, punteggio −17 al par.
3Co-sanzionato dall'European Tour
PGA Tour playoff record (5–2)
| No. | Anno | Torneo                                          | Sfidante/i                                | Risultato                                                                                |
| --- | ---- | ----------------------------------------------- | ----------------------------------------- | ---------------------------------------------------------------------------------------- |
| 1   | 2012 | Wells Fargo Championship                        | Rickie Fowler, D. A. Points               | Fowler ha vinto con il birdie alla prima buca extra                                      |
| 2   | 2014 | The Honda Classic                               | Russell Henley, Russell Knox, Ryan Palmer | Henley ha vinto con il birdie alla prima buca extra                                      |
| 3   | 2016 | Tour Championship                               | Kevin Chappell, Ryan Moore                | Vinta con birdie alla quarta buca extra Chappell eliminato da birdie alla prima buca     |
| 4   | 2019 | WGC-HSBC Champions                              | Xander Schauffele                         | Vinto con birdie alla prima buca extra                                                   |
| 5   | 2024 | Zurich Classic of New Orleans (con Shane Lowry) | Chad Ramey e Martin Trainer               | Vinto con il pari alla prima buca extra                                                  |
| 6   | 2025 | The Players Championship                        | J. J. Spaun                               | Ha vinto il playoff complessivo di tre buche; McIlroy: +1 (4-4-5=13), Spaun: x (5-6-x=x) |
| 7   | 2025 | Masters Tournament                              | Justin Rose                               | Vinto con birdie alla prima buca extra                                                   |

### European Tour vittorie (19)
| Legenda                                                     |
| ----------------------------------------------------------- |
| Tornei Major (5)                                            |
| World Golf Championships (3)                                |
| Flagship events (1)                                         |
| Tour C'ships/Race to Dubai finals series/Playoff events (3) |
| Rolex Series (4)                                            |
| Altri European Tour (4)                                     |

| No. | Data             | Torneo                                | Punteggio di vittoria | To par | Margine | Secondo/i                    |
| --- | ---------------- | ------------------------------------- | --------------------- | ------ | ------- | ---------------------------- |
| 1   | 1 febbraio 2009  | Dubai Desert Classic                  | 64-68-67-70=269       | −19    | 1 colpo | Justin Rose                  |
| 2   | 19 giugno 2011   | U.S. Open                             | 65-66-68-69=268       | −16    | 8 colpi | Jason Day                    |
| 3   | 4 dicembre 2011  | UBS Hong Kong Open1                   | 64-69-70-65=268       | −12    | 2 colpi | Grégory Havret               |
| 4   | 12 agosto 2012   | PGA Championship                      | 67-75-67-66=275       | −13    | 8 colpi | David Lynn                   |
| 5   | 25 novembre 2012 | DP World Tour Championship, Dubai     | 66-67-66-66=265       | −23    | 2 colpi | Justin Rose                  |
| 6   | 25 maggio 2014   | BMW PGA Championship                  | 68-71-69-66=274       | −14    | 1 colpo | Shane Lowry                  |
| 7   | 20 luglio 2014   | The Open Championship                 | 66-66-68-71=271       | −17    | 2 colpi | Rickie Fowler, Sergio García |
| 8   | 3 agosto 2014    | WGC-Bridgestone Invitational          | 69-64-66-66=265       | −15    | 2 colpi | Sergio García                |
| 9   | 10 agosto 2014   | PGA Championship (2)                  | 66-67-67-68=268       | −16    | 1 colpo | Phil Mickelson               |
| 10  | 1 febbraio 2015  | Omega Dubai Desert Classic (2)        | 66-64-66-70=266       | −22    | 3 colpi | Alex Norén                   |
| 11  | 3 maggio 2015    | WGC-Cadillac Match Play               | 4 e 2                 | 4 e 2  | 4 e 2   | Gary Woodland                |
| 12  | 22 novembre 2015 | DP World Tour Championship, Dubai (2) | 68-68-65-66=267       | −21    | 1 colpo | Andy Sullivan                |
| 13  | 22 maggio 2016   | Dubai Duty Free Irish Open            | 67-70-70-69=276       | −12    | 3 colpi | Bradley Dredge, Russell Knox |
| 14  | 3 novembre 2019  | WGC-HSBC Champions                    | 67-67-67-68=269       | −19    | Playoff | Xander Schauffele            |
| 15  | 30 gennaio 2023  | Hero Dubai Desert Classic (3)         | 66-70-65-68=269       | −19    | 1 colpo | Patrick Reed                 |
| 16  | 16 luglio 2023   | Genesis Scottish Open2                | 64-66-67-68=265       | −15    | 1 colpo | Robert MacIntyre             |
| 17  | 21 gennaio 2024  | Hero Dubai Desert Classic (4)         | 71-70-63-70=274       | −14    | 1 colpo | Adrian Meronk                |
| 18  | 17 novembre 2024 | DP World Tour Championship (3)        | 67-69-68-69=273       | −15    | 2 colpi | Rasmus Højgaard              |
| 19  | 13 aprile 2025   | Masters Tournament                    | 72-66-66-73=277       | −11    | Playoff | Justin Rose                  |

1Co-sanzionato dall'Asian Tour
2Co-sanzionato dal PGA Tour

## Tornei Major

### Vittorie (5)
| Anno | Campionato            | 54 buche       | Punteggio di vittoria | Margine  | Secondo/i                    |
| ---- | --------------------- | -------------- | --------------------- | -------- | ---------------------------- |
| 2011 | U.S. Open             | 8 colpi in più | −16 (65-66-68-69=268) | 8 colpi  | Jason Day                    |
| 2012 | PGA Championship      | 3 colpi in più | −13 (67-75-67-66=275) | 8 colpi  | David Lynn                   |
| 2014 | The Open Championship | 6 colpi in più | −17 (66-66-68-71=271) | 2 colpi  | Rickie Fowler, Sergio García |
| 2014 | PGA Championship (2)  | 1 colpo in più | −16 (66-67-67-68=268) | 1 colpo  | Phil Mickelson               |
| 2025 | Masters Tournament    | 2 colpi in più | −11 (72-66-66-73=277) | Playoff1 | Justin Rose                  |

1Ha sconfitto Rose in uno spareggio su una buca: McIlroy (3), Rose (4).

## The Players Championship

### Vittorie (2)
| Anno | Campionato               | 54 buche           | Punteggio di vittoria | Margine | Secondo     |
| ---- | ------------------------ | ------------------ | --------------------- | ------- | ----------- |
| 2019 | The Players Championship | 1 colpo di deficit | −16 (67-65-70-70=272) | 1 colpo | Jim Furyk   |
| 2025 | The Players Championship | 4 colpi di deficit | −12 (67-68-73-68=276) | Playoff | J. J. Spaun |

## World Golf Championships

### Vittorie (3)
| Anno | Campionato                   | 54 buche           | Punteggio di vittoria | Margine | Secondo           |
| ---- | ---------------------------- | ------------------ | --------------------- | ------- | ----------------- |
| 2014 | WGC-Bridgestone Invitational | 3 colpi di deficit | −15 (69-64-66-66=265) | 2 colpi | Sergio García     |
| 2015 | WGC-Cadillac Match Play      | n/a                | 4 e 2                 | 4 e 2   | Gary Woodland     |
| 2019 | WGC-HSBC Champions           | 1 colpo in più     | −19 (67-67-67-68=269) | Playoff | Xander Schauffele |

## Attrezzatura
- Driver: TaylorMade SIM (9 degrees, Mitsubishi Kuro Kage XTS 70 X)
- 3 Wood: TaylorMade SIM (15 degrees, Mitsubishi Tensei CK Pro White 80TX)
- 5 Wood: TaylorMade SIM (19 degrees, Mitsubishi Tensei CK Pro White 90 TX)
- Hybrid: TaylorMade SIM Max (19 degrees, Project X HZRDUS Yellow Hybrid)
- Driving Iron: TaylorMade P-790 UDI (2 Iron, Project X Rifle 6.5)
- 3-4 Irons: TaylorMade P-750 (Project X Rifle 7.0)
- 5-9 Irons: TaylorMade “Rors Proto” P-730 (Project X Rifle 7.0)
- Wedges: TaylorMade Milled Grind 2 (52, 56, 60 degrees, Project X Rifle 6.5)
- Putter: Taylormade Spider X Copper    (Grip Golf Pride Pistol)
- Ball: 2019 TaylorMade TP5 (#22)
- Bag: TaylorMade 2020 Staff Bag